# Ma Tianyu
Ma Tianyu (chino= 马天宇, pinyin= Ma Tiānyǔ) también conocido como Ray Ma, es un actor y cantante chino.

## Biografía
Es de ascendencia Hui.
Su madre falleció cuando apenas tenía cinco años y en mayo del 2018 su padre falleció debido a una enfermedad, Tiene dos hermanas mayores y un hermano menor, el cual fue secuestrado por unos cobradores de deudas y nunca más vuelto a ver.
Se graduó de la Academia de Cine de Pekín (en inglés: "Beijing Film Academy").
Es buen amigo de los actores chinos Zhang Xiao Chen y Yuan Hong.

## Carrera
Es miembro de la agencia "Diantong Yule".
Ha aparecido en varias sesiones fotográficas para "Esquire", "Babytree Magazine", entre otras...
En diciembre del 2010 se unió al elenco de la serie The Vigilantes in Masks donde interpretó al estafador He Xiaomei, quien se une junto a otros a una banda de vigilantes llamados "Yi Zhi Mei" para robarle a los ricos y corruptos y así ayudar los pobres e indefensos.
En el 2011 realizó una aparición especial en la serie Scarlet Heart donde dio vida a Huang Di, el novio de Zhang Xiao (Liu Shishi).
El 6 de julio del 2012 se unió al elenco recurrente de la serie Xuan-Yuan Sword: Scar of Sky donde interpretó al amable y benevolente Lü Chengzhi, el futuro Rey de la Dinastía del Sur y cuya aspiración es la de convertirse en un buen emperador para su pueblo.
El 3 de junio del 2014 se unió al elenco principal de la serie Young Sherlock donde dio vida a Wang Yuanfang, el mejor amigo de Di Renji (Bosco Wong).
El 2 de julio del mismo año se unió al elenco principal de la serie Swords of Legends donde interpretó a Fang Lansheng, el hijo adoptivo de la familia Fang, un hombre que aspira a convertirse en un luchador inmortal y cuya verdadera identidad es la del hermano menor de Ling Yue (William Chan). De forma simultánea también interpreta el papel de Jin Lei, la reencarnación de Fang.
El 12 de julio del 2014 apareció por primera vez como invitado en el programa Happy Camp junto a William Chan, Li Yifeng y Park Yoo-chun, volvió a aparecer en el programa durante el episodio "The Legendary Four VS The Four Girls" el 7 de mayo del 2016 junto a Ruby Lin, Yoona y Lin Gengxin. El 9 de julio del mismo año apareció nuevamente con Zhang Yishan, Zhang Meng, Jiro Wang, Victoria Song y Du Chun. Más tarde apareció nuevamente en el programa en el 2018 durante el episodio "A Better Tomorrow 2018" junto a Wang Kai, Darren Wang y Ye Zuxin y nuevamente el 21 de abril del mismo año durante el episodio "Us and Them & Secret of the Three Kingdoms" con Elvis Han, Mike D'Angelo, Jing Boran y Liu Ruoying.
En el 2015 participó en la primera temporada de la versión china del programa Sisters Over Flowers.
El 24 de julio del 2016 se unió al elenco principal de la serie Ice Fantasy donde interpretó al silencioso, frío y misterioso príncipe de la Tribu Hielo: Ying Kongshi, el medio hermano de Ka Suo (Feng Shaofeng). Durante la segunda temporada Ice Fantasy Destiny interpretó a Ma Tianci, la reencarnación de Kongshi, hasta el final de la serie en el 2017.
Ese mismo año se unió al elenco de la serie Singing All Along donde interpretó a Yan Ziling.
En el 2017 se unió al elenco de la película The Founding of an Army donde dio vida al militar y político chino Lin Biao.
El 18 de enero del 2018 se unió al elenco principal de la película A Better Tomorrow 2018 donde interpretó a Zhou Chao, un oficial de la policía que tiene un gran respeto por su hermano mayor Zhou Kai (Wang Kai), sin saber que en realidad su hermano es un miembro de una red de contrabando.
El 27 de marzo del mismo año se unió al elenco principal de la serie web Secret of the Three Kingdoms donde interpretó a Liu Xie y a su gemelo Liu Ping (quien más tarde se convertiría en el Emperador Xian), hasta el final de la serie ese mismo año.
El 17 de septiembre del mismo año se unió el elenco principal de la serie All Out of Love (también conocida como "Liang Sheng, Can We Not Be Sad") donde interpretó a Liang Sheng, el tercer joven maestro de la organización Cheng y el medio hermano mayor de Jiang Sheng (Sun Yi) de quien termina enamorándose, hasta el final de la serie el 22 de noviembre del mismo año.
El 21 de mayo del 2019 se unió al elenco principal de la serie Scouring Marriage (también conocida como "Dear Marriage") donde dio vida a Li Xiaojun, hasta el final de la serie el 9 de junio del mismo año.
El 1 de julio del mismo año se unió al elenco principal de la serie River Flows To You (previamente conocida como "Cry Me a Sad River") donde dio vida a Qi Ming, un joven inteligente y muy querido por su familia adinerada y el presidente de su clase, hasta el final de la serie el 30 de julio del mismo año.
El 29 de agosto del mismo año se unirá al elenco principal de la serie My Mowgli Boy donde interpretó a Mowgli, un hombre que ha vivido casi toda su vida en el bosque, que termina enamorándose de Ling Xi (Yang Zi), hasta el final de la serie el 3 de octubre del 2019.
El 19 de febrero de 2021 se unirá al elenco principal de la serie HUM∀NS donde dará vida a Li Yao.
En octubre se anunció que aparecería como el segundo personaje principal masculino en la serie The Best Meeting.

## Filmografía

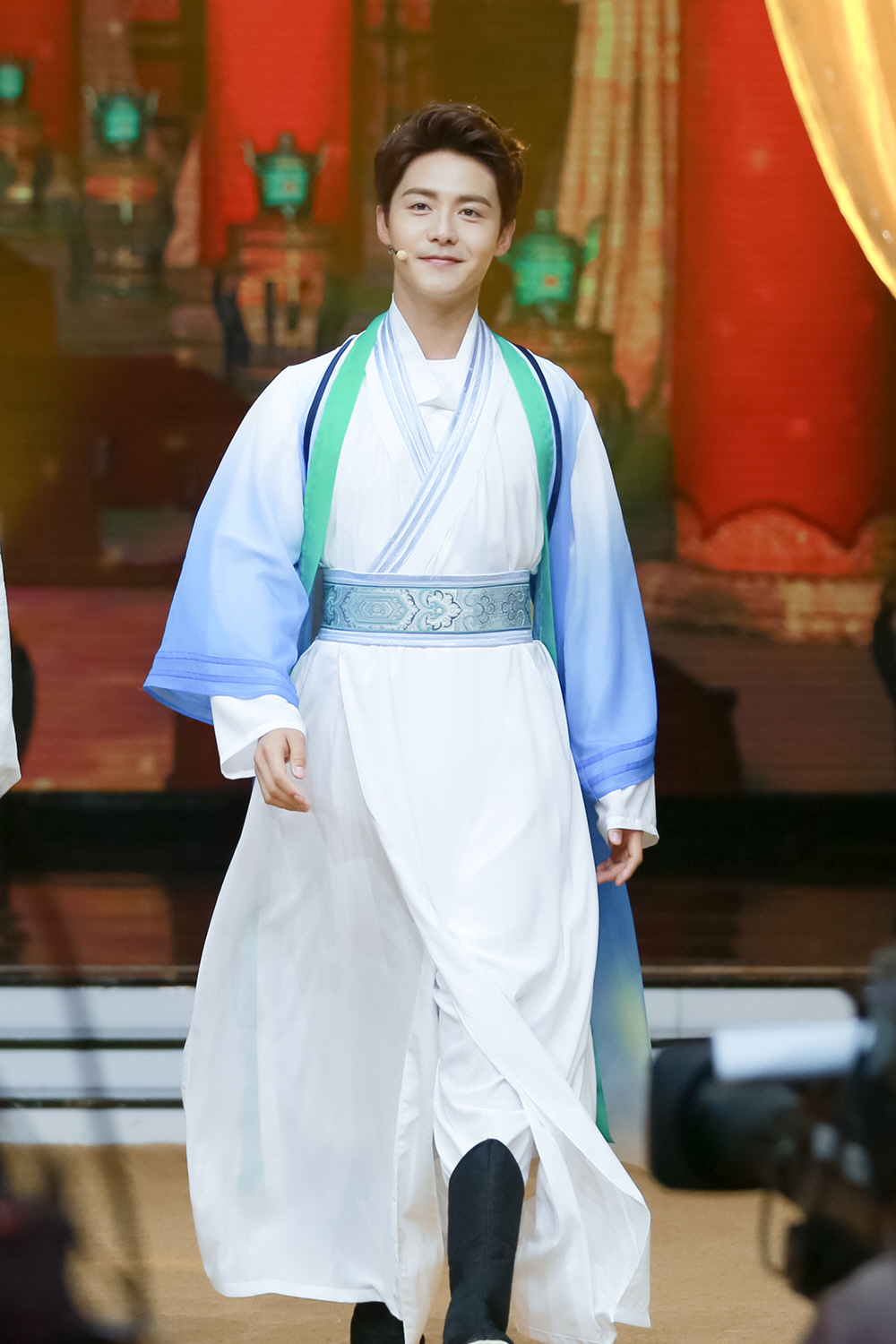
Ma Tianyu en el 2016.

### Series de televisión
| Año             | Título                                   | Personaje                   | Notas                    |
| --------------- | ---------------------------------------- | --------------------------- | ------------------------ |
| 2021 - presente | Chen Yuan                                | Ji Ruochen                  | [ 24 ]                   |
| 2021 - presente | The Best Meeting                         | -                           |                          |
| 2021 - presente | HUM∀NS                                   | Li Yao                      | [ 25 ]                   |
| 2021 - presente | Chasing the Light                        | Yin Shaodong                |                          |
| 2020            | Unbending Will                           | Dai Zhiqiang                | 20 episodios             |
| 2020            | Heroes In Harm's Way - "The Great Uncle" | Tu Ziqiao                   | 2 episodios              |
| 2019            | My Mowgli Boy                            | Mowgli                      | 50 episodios             |
| 2019            | River Flows To You                       | Qi Ming                     | 52 episodios             |
| 2019            | Scouring Marriage                        | Li Xiaojun                  | 42 episodios             |
| 2018            | All Out of Love                          | Liang Sheng                 | 70 episodios             |
| 2018            | Secret of the Three Kingdoms             | Liu Xie / Liu Ping          | 54 episodios (serie web) |
| 2017            | Ice Fantasy Destiny                      | Ma Tianci / Ying Kong Shi   | 16 episodios (serie web) |
| 2016            | Beauty Private Kitchen                   | Li Ma                       |                          |
| 2016            | Ice Fantasy                              | Ying Kong Shi / Li Tian Jin | 62 episodios             |
| 2016            | By Marriage to Remember                  | Xiang Hui                   |                          |
| 2016            | Singing All Along                        | Yan Ziling                  | 50 episodios             |
| 2016            | Edge of Happiness                        | He Mu                       |                          |
| 2015            | The Gossip Girl                          | Meng Yan                    |                          |
| 2015            | Kung Fu Mother-in-Law                    | Huang Lezong                |                          |
| 2015            | In the Dream to Find the Answer          | Wen Shaohui                 |                          |
| 2014            | Romantic Kitchen                         | Mi Qing                     |                          |
| 2014            | Swords of Legends                        | Fang Lansheng               |                          |
| 2014            | Young Sherlock                           | Wang Yuanfang               |                          |
| 2014            | The Home of Lady                         | Su Zhiwen                   |                          |
| 2013            | Longmen Express                          | Qingdong                    |                          |
| 2013            | 辣妈俏爸                                 | Yuan Zhida                  |                          |
| 2013            | Romance of Tang Kongfu                   | Silver Hawk                 |                          |
| 2012            | Xuan-Yuan Sword: Scar of Sky             | Lü Chengzhi                 | 10 episodios             |
| 2012            | Precious Mother, Precious Girl           | Zhang Hanzhe                |                          |
| 2011            | Scarlet Heart                            | Huang Di                    |                          |
| 2010            | The Vigilantes in Masks                  | He Xiaomei                  | 24 episodios             |
| 2010            | The Legend of Daiyu                      | Jia Baoyu                   |                          |
| 2008            | You Are My Dream                         | Ma Yu                       |                          |

### Películas
| Año  | Título                                  | Personaje              | Notas                                                                             |
| ---- | --------------------------------------- | ---------------------- | --------------------------------------------------------------------------------- |
| 2021 | 1921                                    | -                      | junto a Huang Xuan, Ni Ni, Liu Haoran y Wang Renjun                               |
| 2019 | Mao Zedong 1949                         | Corresponsal de Guerra | junto a Tang Guoqiang, Huang Jingyu, Wang Likun, Qin Lan y Du Jiang               |
| 2018 | The Choice: A Story of the Old Shanghai | Xiao Hai               | -                                                                                 |
| 2018 | A Better Tomorrow (英雄本色4)           | Zhou Chao              | -                                                                                 |
| 2017 | The Founding of an Army (建军大业)      | Lin Biao               | junto a Liu Ye, Zhu Yawen, Oho Ou, Liu Haoran, Lay, Li Yifeng y Chen Xiao         |
| 2016 | Limitless                               | -                      | junto a Huang Yilong, Zhao Yujing, Shi Yaozhong, Law Kar-ying y Sun Jian          |
| 2015 | Surprise (万万没想到)                   | Mu Rongbai             | junto a Bai Ke, Yang Zishan, Mike Angelo, Chen Bolin, Liu Xunzimo y Qiao Renliang |
| 2015 | Love Without Distance (土豪520)         | Yu Haiyan              | -                                                                                 |
| 2013 | The Cosplayers (百万爱情宝贝)           | Ye Chong               | -                                                                                 |
| 2011 | East Meets West (东成西就)              | -                      | -                                                                                 |
| 2010 | Illusion Apartment (异度公寓)           | Meng Yifan             | -                                                                                 |
| 2009 | Evening of Roses (夜玫瑰)               | Lan Heyan              | junto a Ruby Lin, Wallace Chung, Jia Nailiang y Ni Hongjie                        |

### Programas de variedades

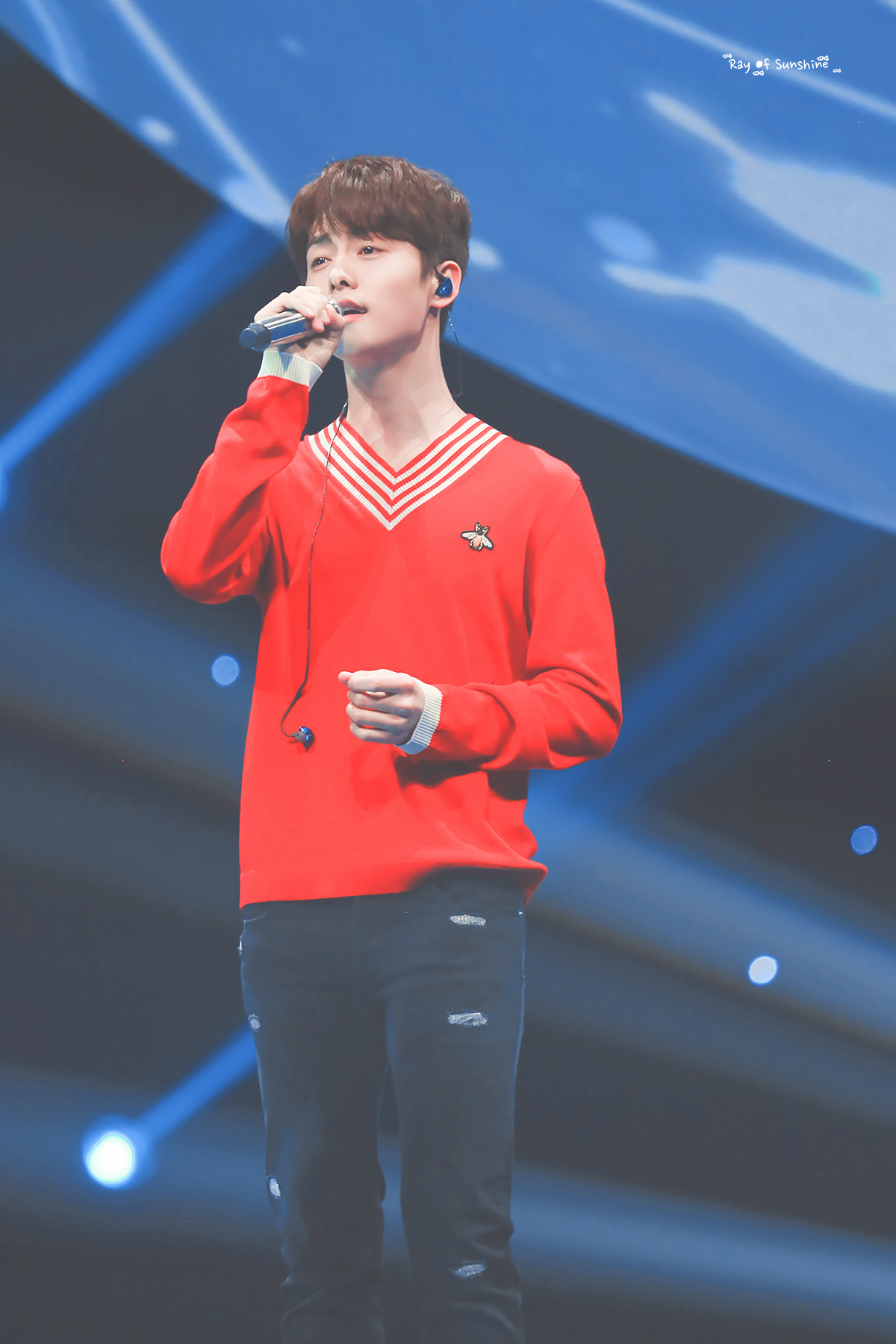
Ma Tianyu en diciembre del 2017.

| Año                   | Programa                | Notas                               |
| --------------------- | ----------------------- | ----------------------------------- |
| 2020                  | Ace vs Ace Season 5     | invitado                            |
| 2019                  | Palace Museum 2         | miembro - (documental-variedad)     |
| 2019                  | The Inn 3               | miembro                             |
| 2019                  | The Forbidden City      |                                     |
| 2019                  | We Grew Up (我们长大了) | 10 episodios - miembro              |
| 2014-2016, 2018, 2019 | Happy Camp              | 9 episodios - invitado              |
| 2018                  | Go Fridge! Season 4     | 2 episodios - (ep. #3-4) - invitado |
| 2017                  | Baby Let Me Go S2       | invitado                            |
| 2016                  | Baby Let Me Go S1       | (ep. #1-4, 7-12) - miembro          |
| 2016                  | Ace vs Ace              | (ep. #1.08) - invitado              |
| 2016                  | Fresh Sunday            | (ep. #4) - invitado                 |
| 2015                  | Sisters Over Flowers    | miembro y presentador               |
| -                     | My Hero                 | -                                   |

### Revistas / sesiones fotográficas
| Año  | Título                                | Notas                                                                                                 |
| ---- | ------------------------------------- | --- |
| 2020 | Sina Fashion x FUNer - "Lover’s Eyes" | (tributo especial por el día de San Valentín dedicado a las parejas que luchan contra el coronavirus) |
| 2019 | BNT China                             | |
| 2019 | Lohas Wow Magazine                    | |
| 2019 | Icon-F Hommes Magazine                | (publicación de julio)                                                                                |

### Eventos
| Año  | Título                              | Notas                                      |
| ---- | ----------------------------------- | ------------------------------------------ |
| 2020 | Shandong TV Chinese New Year Gala   |                                            |
| 2020 | CCTV Little New Year Gala           | en Ningbo                                  |
| 2019 | 2019-2020 New Year’s Countdown Gala | (Hunan TV New Year Countdown Concert 2020) |

## Embajador
| Año   | Título                             | Notas |
| ----- | ---------------------------------- | ----- |
| 2019- | 2020 friend of Netherlands Tourism |       |

## Discografía

### Álbumes
| Año  | Título                        | Notas |
| ---- | ----------------------------- | ----- |
| 2016 | "Flowers in Hand" (手花)      | -     |
| 2013 | "Out of the World" (世界之外) | -     |
| 2010 | "Confidence" (自言自宇)       | -     |
| 2008 | "Fly" (飞)                    | -     |
| 2007 | "Beautiful Lights" (宇光十色) | -     |

### Singles
| Año  | Canción                                                  | Álbum                                | Notas                                      |
| ---- | -------------------------------------------------------- | ------------------------------------ | ------------------------------------------ |
| 2019 | My Motherland and I (Youth)                              | Conmemoración del 70 Aniversario PRC |                                            |
| 2016 | "Love Like Cherry Blossoms" (愛如櫻)                     | OST de "Ice Fantasy"                 | -                                          |
| 2015 | "Let Time Rewind in the Wind" (让时光在微风中倒流)       | OST de "Sister Over Flowers"         | -                                          |
| 2008 | "Give You My Energy" (给你我的力量)                      | -                                    | canción para caridad                       |
| 2008 | "Believe in Love" (相信爱)                               | -                                    | canción para caridad                       |
| 2008 | "The Things We Want to Do and Accomplish" (想到和做到的) | OST de "Xiao Long Da Gong Fu"        | -                                          |
| 2008 | "One World One Dream" (世界的梦想)                       | -                                    | canción para los Juegos Olímpicos de Pekín |
| 2007 | "We Are Ready"                                           | -                                    | canción para los Juegos Olímpicos de Pekín |

## Premios y nominaciones
| Año  | Categoría                        | Premios                           | Películas / Música        | Resultado |
| ---- | -------------------------------- | --------------------------------- | ------------------------- | --------- |
| 2018 | Best Supporting Actor            | 34th Hundred Flowers Award        | The Founding of an Army   | Nominado  |
| 2016 | Most Popular Digital Album       | KuGou Music Award                 | Flower in Hand            | Ganó      |
| 2011 | Trendy Singer of the Year        | 11th 9+2 Music Pioneer Award      | "My Dear, Where Are You?" | Ganó      |
| 2011 | Musical Improvement Award        | 11th 9+2 Music Pioneer Award      | -                         | Ganó      |
| 2009 | Golden Song of the Year          | Music Radio China Top Chart Award | "Green Clothes"           | Ganó      |
| 2009 | Top Broadcast Song of the Year   | Music Radio China Top Chart Award | "Green Clothes"           | Ganó      |
| 2009 | Recommended Album                | Music Radio China Top Chart Award | Fly                       | Ganó      |
| 2008 | Top Ten Songs                    | 7th 9+2 Music Pioneer Award       | "The Death of Gentleness" | Ganó      |
| 2008 | Newcomer of the Year (Mainland)  | 7th 9+2 Music Pioneer Award       | -                         | Ganó      |
| 2007 | Top Broadcast Song of the Year   | Music Radio China Top Chart Award | "The Death of Gentleness" | Ganó      |
| 2007 | Top Ten Songs                    | 5th Southeast Music Chart Award   | "The Death of Gentleness" | Ganó      |
| 2007 | Most Popular Singer              | 5th Southeast Music Chart Award   | -                         | Ganó      |
| 2007 | Best-selling Album               | 7th China Original Song Award     | Beautiful Light           | Ganó      |
| 2007 | Best Selling New Album           | China Billboard Award Ceremony    | Beautiful Light           | Ganó      |
| 2007 | Newcomer with the Most Potential | China Billboard Award Ceremony    | -                         | Ganó      |
| 2007 | Newcomer Award                   | 6th China Gold Record Award       | -                         | Ganó      |
| 2007 | Most Popular Male Singer         | 11th Tencent Star Award Ceremony  | -                         | Ganó      |